# Élisabeth Sonrelová
Élisabeth Sonrelová, nepřechýleně Sonrel (17. května 1874, Tours – 9. února, Sceaux), byla francouzská malířka a ilustrátorka v období Art Nouveau. Její práce obsahuje alegorické subjekty, mysticismus, symbolismus většinou v rámci portrétů či krajin.

## Životopis
Byla dcerou Nicolase Stéphana Sonreho, malíře z Tours, a jím byla také zprvu učena. Později se přesunula do Paříže jako studentka Jules Lefebvre z francouzské školy výtvarných umění stylu Beaux-Arts.
V roce 1892 namalovala svou diplomovou práci „Pax et Labor“ (z lat. Práce a mír). Dílo bylo vystaveno v Musée des Beaux-Arts de Tours. Od té doby vystavovala i na francouzském Salonu mezi lety 1893 až 1941. Jejími typickými díly byly akvarely v prerafaelském stylu, který adaptovala po cestách do Florencie a Říma, kde objevila renesanční malíře s jasným vlivem Botticelliho. Její díla byla často inspirována příběhy o Artušovi, Božskou komedií a La Vita Nuova od Danta Aligeriho, biblickými tématy a středověkými legendami. Mezi její mystická díla patří „Ames errantes“ (představeno na Salon z roku 1894) a „Les Esprits de l'abime“ (představeno na Salon z roku 1899) a „Jeune femme a la tapisserie“.
Na výstavě Universelle roku 1900, jejímž hlavním tématem bylo Art Nouveu, byla její malba 'Le Sommeil de la Vierge' (z fr. Spánek Panny Marie) oceněna bronzovou medailí a cenou Henciho Lehnmanna od Akademie Beaux-Arts v hodnotě 3 000 franků. Od roku 1900 se také zaměřila hlavně na malbu portrétů, scenérie bretaňských krajin a občasné studie květin. Podnikala pravidelné cesty za účelem malby do Bretaně inspirované mytickým lesem Brocéliande a od 1910 také cestovala do různých zákoutí pobřeží jako as Concarneau, Plougastel, Pont-l'Abbé a Loctudy, kde často pobývala v hostincích v doprovodu jednoho až dvou studentů. Malovala v Le Faouët než si nechala postavit vilu v La Baule v roce 1930. Pracovala hlavně s akvarelem a kvaší, objevila mnoho vhodných modelů mezi mladými bretaňskými mladými dívkami a zjistila, že místní jsou přátelští, upřímní a sebvědomí.
Její poslední výstva byla v Salonu roku 1941 v jejích 67 letech. Také jsou záznamy z jejího vystavování v Liverpoolu. V jejích posledních letech tvořila především plakáty, pohlednice a ilustrace ve stylu Art Nouveau.